# Grabówek (Mikołajki)
Grabówek ist ein Ort in der polnischen Woiwodschaft Ermland-Masuren und gehört zur Stadt- und Landgemeinde Mikołajki (deutsch Nikolaiken) im Powiat Mrągowski (Kreis Sensburg).
Grabówek liegt in der östlichen Mitte der Woiwodschaft Ermland-Masuren, 26 Kilometer östlich der Kreisstadt Mrągowo (deutsch Sensburg). Der Ort ist von Olszewo (Olschewen, 1938 bis 1945 Erlenau) aus über eine Nebenstraße in Richtung Grabówka (Grabowken, 1929 bis 1945 Buchenhagen) zu erreichen.
Über die Gründung und Historie des Dorfes liegen keine Belege vor, ebenso wenig über einen eventuellen deutschen Namen aus der Zeit vor 1945. Grabówek könnte somit auch erst nach 1945 entstanden sein.
Kirchlich gehört Grabówek zur evangelischen Kirche Mikołajki in der Diözese Masuren der Evangelisch-Augsburgischen Kirche in Polen sowie zur katholischen Pfarrei Woźnice (Wosnitzen, 1938 bis 1945 Julienhöfen) im Bistum Ełk in der polnischen katholischen Kirche.